# 海德公园
海德公園（英語：Hyde Park）位于英国伦敦中心的西敏市，是伦敦最大的皇家庭园，同时也是一级登录公园。该公园被九曲湖及长湖分为两部分。许多人认为其近邻肯辛顿花园是海德公园的一部分，严格来说它们是两个公园。从肯辛顿宫的入口起，穿过肯辛顿花园及海德公园，由海德公园角来到绿园，途经白金汉宫，到达圣詹姆斯公园，四座御苑连成一片。
1536年，亨利八世解散西敏寺，得到了这块土地，并将其用作狩猎场。1637年，公园对公众开放后迅速获得欢迎，五朔节巡游更是吸引众多市民。18世纪初，在卡罗琳王后的指导下，公园进行了多项重要改造。这一时期，海德公园内发生了多场决斗，常常有皇室成员参与其中。1851年，万国工业博览会在此举行，建筑师约瑟夫·帕克斯顿设计的主要展馆水晶宫也同时落成。
自19世纪起，海德公园便成为人们举行各种演讲、政治集会等群众活动的场所。从1872年开始，公园内著名的演说者之角常有自由演说和辩论，改革联盟、宪章运动、妇女参政论者、反战联盟都曾在此举行抗议。20世纪末，该公园以举办大型免费摇滚音乐会而闻名，平克·弗洛伊德、滚石乐队和皇后乐队等音乐团体都曾在此演出。直至21世纪，商业音乐会仍在持续举办，如2005年的现场八方。

## 地理位置
海德公园是伦敦最大的皇家庭园。北侧为，临近帕丁顿；东侧为公园径，临近梅费尔；南侧则为骑士桥，临近贝尔格莱维亚。公园的东南面为海德公园角，由它可通往绿园、圣詹姆斯公园以及白金漢宮花園。自1987年起，海德公园便注册为一级登录历史公园和园林。
海德公园西侧与肯辛顿花园相连。二者分界线大致沿西车道，由亚历山大门途经九曲桥至维多利亚门。九曲湖在海德公园南部。1728年，卡罗琳王后将肯辛顿花园从原海德公园中分离，成为独立的公园。海德公园面积为1.4平方千米，肯辛顿公园为1.1平方千米，总计2.5平方千米。白天，两个公园自然地融为一体，但肯辛顿花园在入夜后关闭，海德公园则持续开放至午夜。

## 历史

### 早期历史
海德公园的名字继承于海德庄园。《末日审判书》记载道，海德庄园属于霭园的东南部分。而海德这个名字则来自撒克逊人的土地计量单位海德，一海德的土地大约能维持一个家庭及其随从的生活。整个中世纪，它都是西敏寺的财产，庄园中的树林既可以拿来当柴火，也可以作游玩时的庇护。

### 16世纪至17世纪
1536年，亨利八世解散西敏寺，得到这块土地并将其围作狩猎用的鹿苑。詹姆士一世则允许部分名门贵族出入公园，还指派了一名管理员进行管理。查理一世建造了现九曲湖船坞北部的环道。1637年，他令公园对公众开放。公园迅速成为了热门的聚会场所，五朔节巡游更是吸引众多市民。1642年，英國內戰初期，公园东侧沿线建造了一系列防御工事，如今的大理石拱门、蒙特街、海德公园角等地在当时都建有堡垒。现仍存留有供游客观赏的据点。
1652年，英国处于无政府状态，议会要求出售当时面积为620英亩的海德公园，用于筹集“预备金”。公园以17000英镑的价格售出，公园内的鹿则额外售得765英磅6先令2便士。1660年，斯图亚特王朝复辟后，查理二世夺回海德公园的所有权，建造砖墙将其封闭，并在现肯辛顿花园内重新引进了鹿。五朔节巡游继续成为受欢迎的活动，1663年，想要得到国王赏识的英国海军局法案秘书参加了公园的庆祝仪式。1665年，伦敦大瘟疫期间，海德公园内建立了军事营地。

### 18世纪

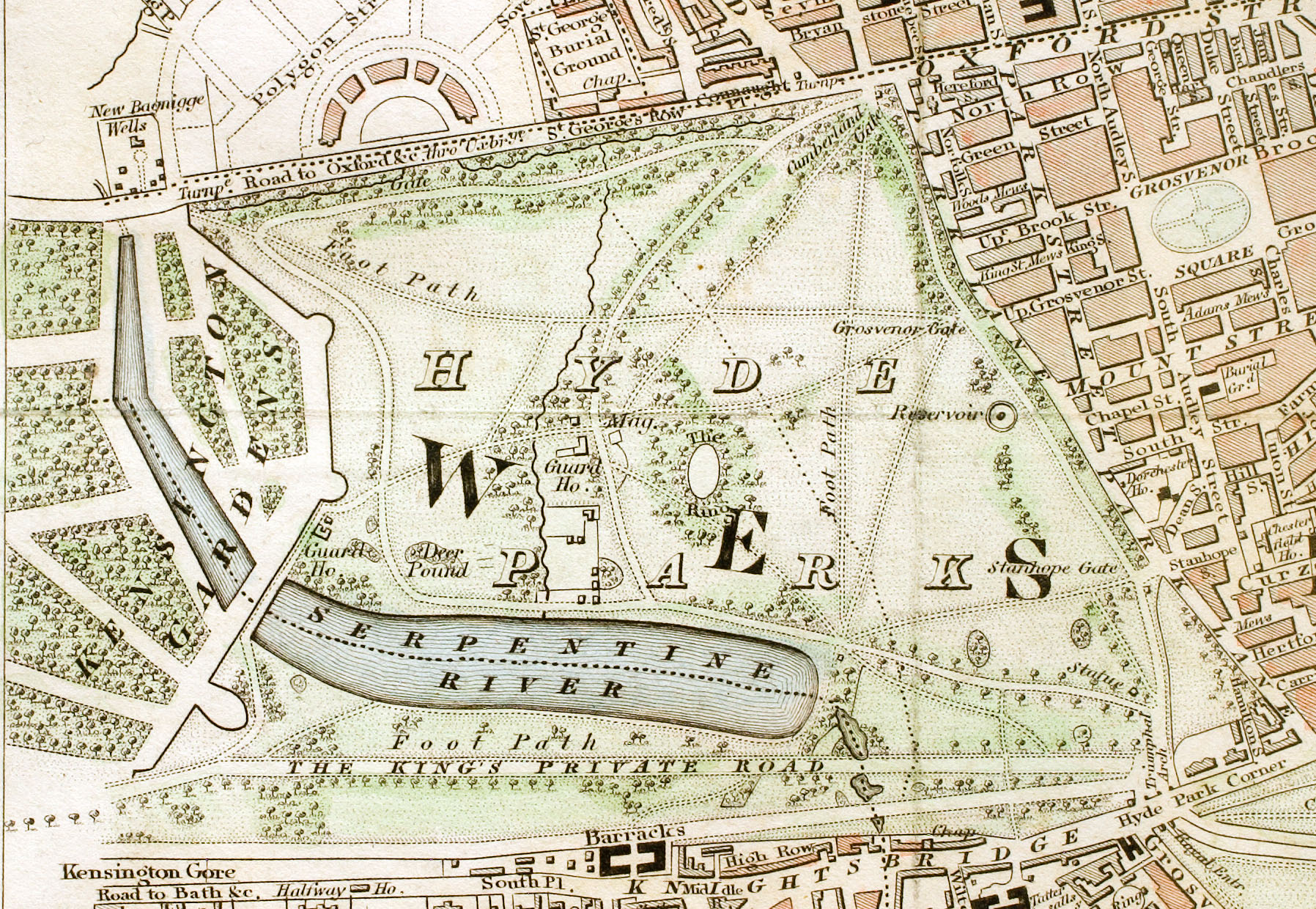
1833年海德公园的地图，骑马道在当时为国王私家路。

1689年，威廉三世移居至海德公园一端的肯辛顿宫，于是在公园南角建造了一条道路，名为国王私家路（King's Private Road）。其至今仍然存在，是一条宽阔的碎石直线道路，由海德公园角沿南侧边界向西延伸至肯辛顿宫，名为骑马道，可能是rotteran（聚集）、Ratten Row（环道）、Route du roi或rotten（铺设道路的柔软材料）的谬传。骑马道是伦敦第一条拥有夜间照明的道路，用以驱逐拦路强盗。1749年，艺术史学家霍勒斯·渥波尔从荷兰宫出发途径公园时遭到抢劫。19世纪初，富贵人家常骑马经过这条道路。

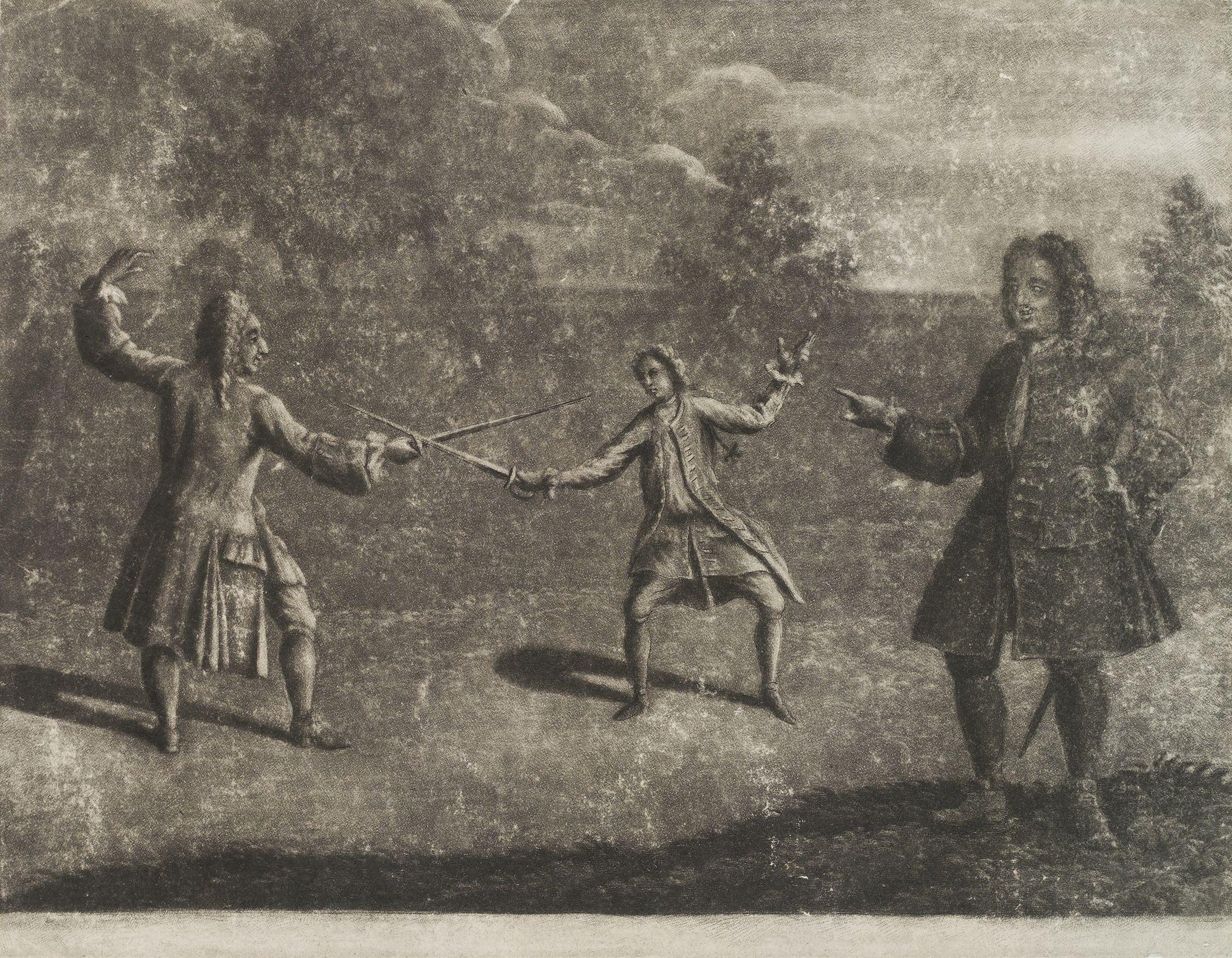
1712年的汉密尔顿–莫恩决斗。第四代莫恩男爵查尔斯·莫恩与第四代汉密尔顿公爵詹姆斯·汉密尔顿在海德公园进行决斗。两人皆丧命。

18世纪期间，海德公园是著名的决斗地点，共发生了172场决斗，造成63人死亡。汉密尔顿–莫恩决斗发生于1712年，第四代莫恩男爵查尔斯·莫恩与第四代汉密尔顿公爵詹姆斯·汉密尔顿在公园内进行决斗。莫恩男爵当场身亡，汉密尔顿公爵也在不久后去世。1770年，第一代瑟洛男爵爱德华·瑟洛与安德鲁·斯图尔特进行决斗。1772年，激进主义政治家约翰·威尔克斯与政治家塞缪尔·马丁之间发生了决斗。同年，作家理查·布林斯利·谢立丹与托马斯·马修斯（Captain Thomas Mathews）也決定在這裡进行决斗，起因於后者对谢立丹的未婚妻伊丽莎白·安·林莉发表了诽谤性言论。但後來決鬥地點改到科文特花園。在此期间，军事处决也在海德公园很常见。1746年版约翰·罗克伦敦地图中，公园里泰伯恩行刑场附近标记了一个点，写着“士兵开枪的地方”。
1726年，海德公园开始系统地造景。园林设计师查尔斯·布里奇曼奉乔治一世之命主持工程，次年国王去世后，他的儿媳卡罗琳同意继续进行园林美化工作。工程在树木、森林、公园和猎场总勘测员查尔斯·威瑟斯（Charles Withers）的监督下进行。工程的主要结果为拆分海德公园，建立肯辛顿花园。1733年，工程完工。1739年，第二代韦茅斯子爵被任命为海德公园的管理员，开始挖掘九曲湖。原本由基爾伯恩流向泰晤士河的韦斯特伯恩河在公园内拦下，形成了九曲湖。1805年，九曲湖北部建立了一座弹药库。1826年，工程师乔治·伦尼设计了一条桥，分隔出长湖。

### 19世纪至21世纪

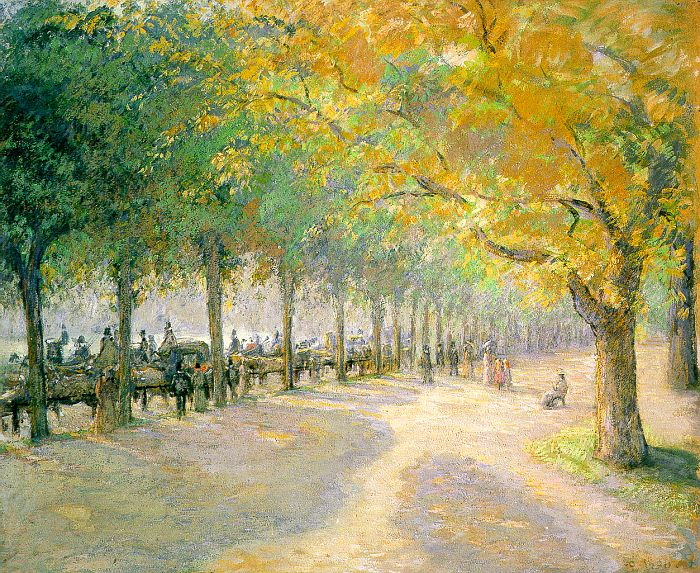
卡米耶·毕沙罗于1890年创作的《海德公园》描绘了九曲湖南岸人行道的景色。

1814年夏天，为了庆祝反法同盟君主访问英国，海德公园举办了盛大的展会，展示了各色商品和演出。九曲湖上再现了特拉法加海战，乐队演奏国歌的同时，法国舰队沉入湖中。1821年，国王乔治四世的加冕仪式同样在公园内举行，仪式中还有热气球和烟火表演。
海德公园内举办过最重要的盛会之一是1851年万国工业博览会，公园的南侧建造了水晶宫。民众并不希望这座建筑在展会结束后留在公园内，于是水晶宫的建筑师约瑟夫·帕克斯顿筹集资金将其购入，转移至伦敦南部的锡德纳姆山。另一个重要的事件则是1857年6月26日，第一次维多利亚十字勋章授勋仪式在海德公园举行，维多利亚女王向62人授予勋章。仪式由阿尔伯特亲王与其他王室成员共同见证，包括他们未来的女婿，德意志皇帝兼普鲁士国王腓特烈三世。
海德公园露天泳池位于九曲湖南岸。1930年，天然主义团体日光联盟（Sunlight League）要求公园提供沐浴和日光浴支持，于是公园建设了露天泳池。泳池及附属的亭子由工务专员乔治·兰斯伯里设计，市长科林·库柏（Colin Cooper）为工程捐赠5000英镑（现336,000英镑）。到了21世纪，泳池仍在夏季正常使用。
海德公园还曾是许多皇家庆典的举办场地。例如1887年6月22日在此举办维多利亚女王登基金禧纪念，邀请约26000名学童免费就餐。活动中，女王和威尔士亲王意外现身。维多利亚女王晚年十分喜爱海德公园，常常每天驱车两次入园。1977年，伊丽莎白二世登基银禧纪念在此举办，女王与菲利普亲王于6月30日亲临园内的纪念展会。2012年，伊丽莎白二世登基钻禧纪念的部分庆祝活动在此举行。2月6日、女王登基60周年当天，皇家骑马炮兵团在海德公园角鸣响41发礼炮。

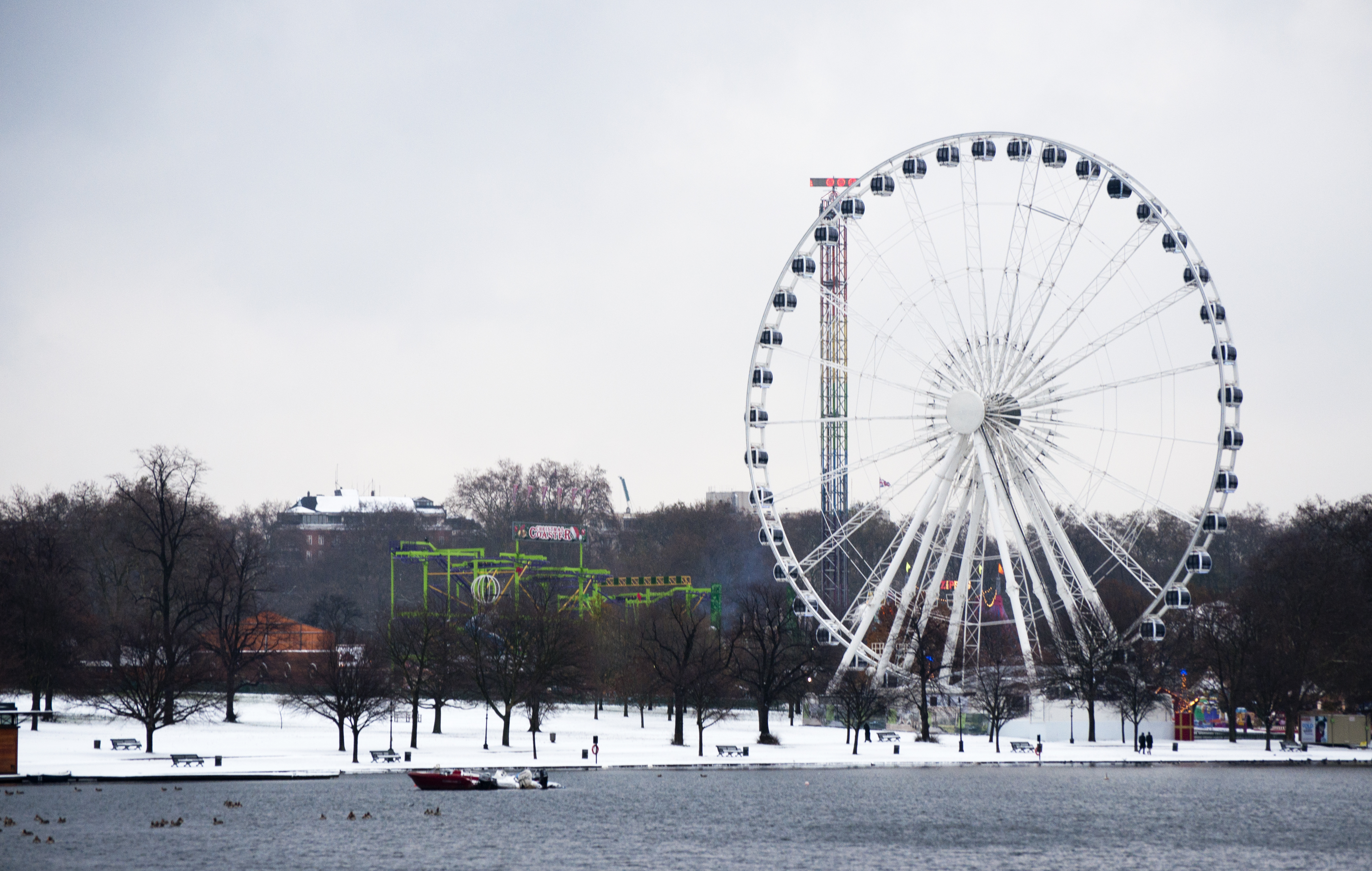
2007年以来，每年冬天海德公园都会举办海德公园冬季仙境活动。

1982年7月20日，海德公园及摄政公园发生爆炸案，两枚爆炸物共造成八名皇家近卫骑兵和皇家绿夹克步兵团的士兵以及七匹战马死亡。爆炸物与临时爱尔兰共和军有关。为了纪念爆炸中牺牲的士兵和马匹，阿尔伯特门（Albert Gate）左侧建造了一座纪念碑。
2007年起，每年冬天海德公园都会举办海德公园冬季仙境活动。活动包含许多旅游路线、景点、圣诞节主题的市场以及酒吧和餐厅，现已是欧洲最盛大的圣诞节活动之一，2016年活动吸引了超过1400万名游客，并增加了马戏团、现场表演和伦敦最大的溜冰场项目。
2010年9月18日，教宗本篤十六世访问英国时，海德公园举行了祈祷仪式，约80000人参加。人群聚集在步道观看教宗到达公园、发表演说。五名计划刺杀教宗的清洁工在距离海德公园不足一英里处被发现，连同第六名嫌犯一同遭到逮捕。

## 主入口

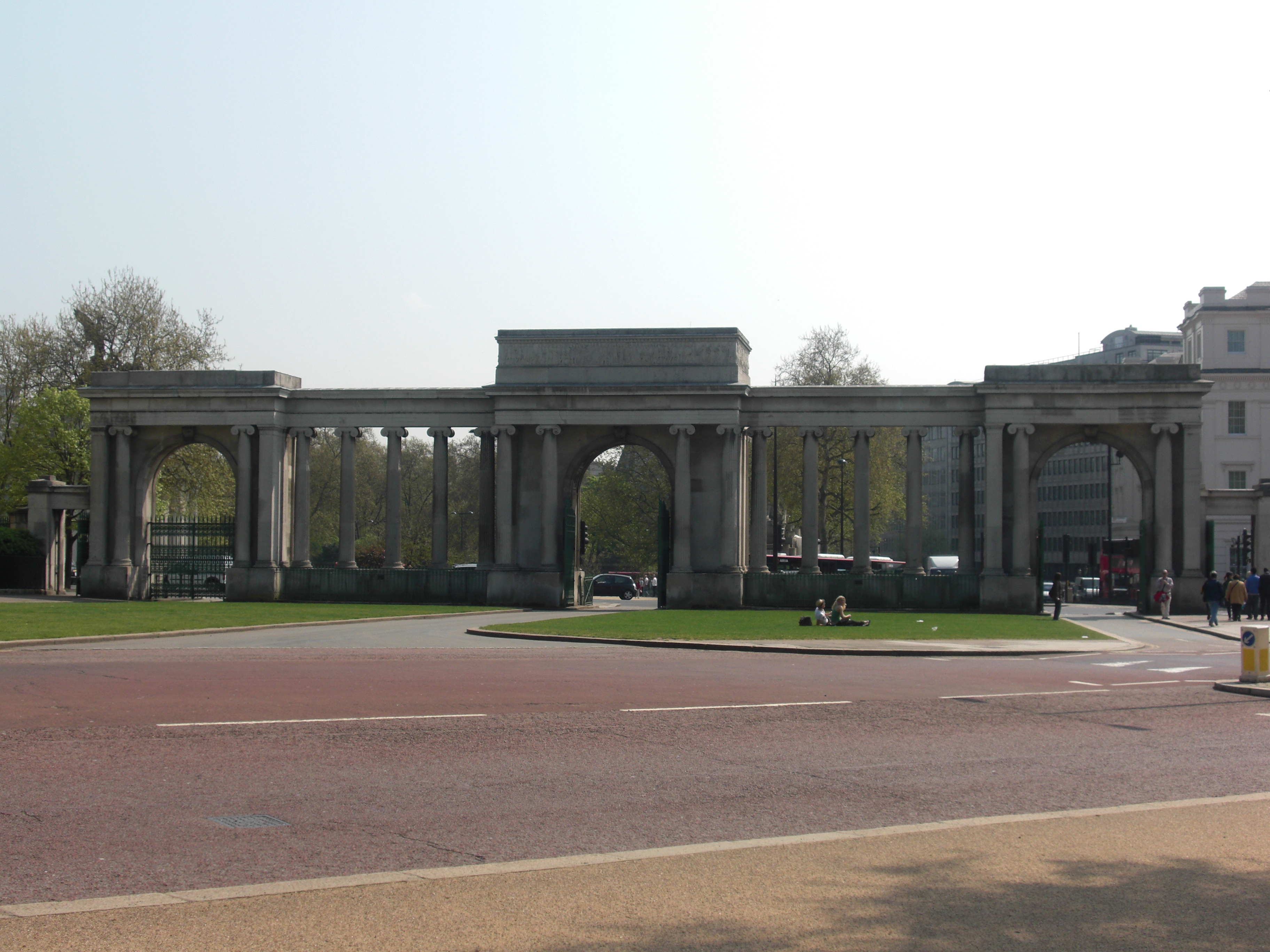
德西莫斯·伯顿设计的海德公园大门及屏障

18世纪末，随着海德公园周边逐渐绅士化，公园计划在海德公园角建造更宏伟的入口代替久有的关卡。罗伯特·亚当最早于1778年提出拱形大门的设计，约翰·索恩则于1796年提议在临近绿园的角落建造一座新的宫殿。
白金汉宫建造后，改造计划被重新提上议程。海德公园角的主入口由德西莫斯·伯顿设计，于19世纪20年代修建。伯顿的设计包括人行道、车道、门房、1825年建造的海德公园角的大门和屏障（也被称为主入口或阿普斯利门）以及1828年开放的威灵顿拱门。屏障和拱门连为一体，共同构成了连接海德公园与绿园的纪念性通道，拱门上放有第一代威灵顿公爵阿瑟·韦尔斯利的骑马雕像，但拱门于1883年搬迁至海德公园角，雕像则移至奥尔德肖特。
一份早期的报告描写道：

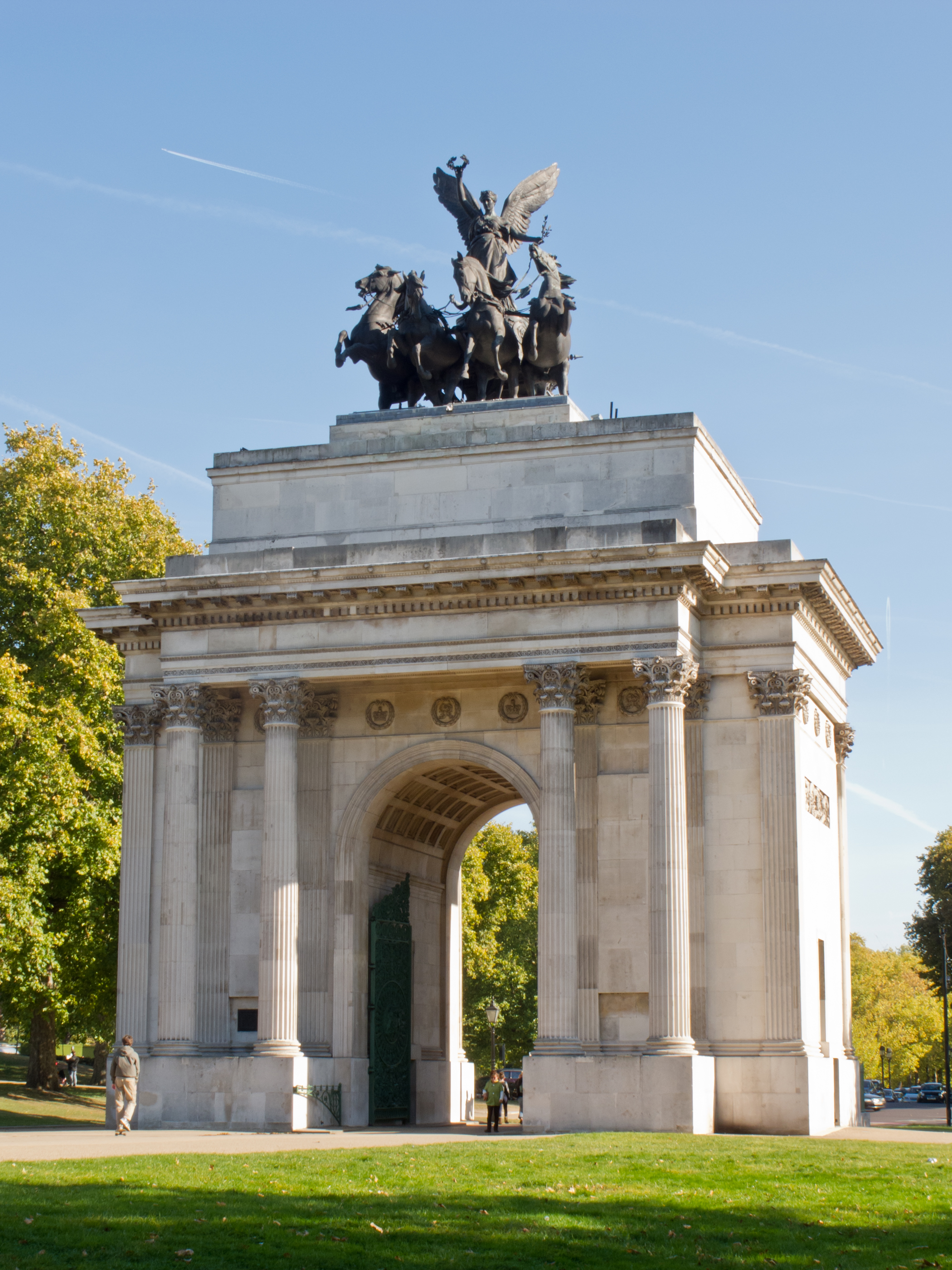
德西莫斯·伯顿设计的海德公园角威灵顿拱门。

“它包括一面富丽堂皇的爱奥尼柱、三座供马车行走的拱形入口、两座人行入口、一间门房等等。整个入口的正面约有107英尺（33米）宽。中央入口的造型十分大胆：四根柱子支撑着柱顶；大门外侧柱子的涡形装饰折成一个夹角，能在两个方向上展示出完整的面貌。两座侧入口的正立面各有两根分离的爱奥尼柱，侧面则为壁角柱。所有这些入口都修建为一个整体，中央入口侧面使用美丽的饰带进行装饰，象征军人凯旋的队伍。饰带由亨宁先生设计，他是复刻埃尔金石雕的雕塑家约翰·亨宁的儿子。门由锁匠约瑟夫·布拉马先生建造，材料为铁和铜，使用炮铜制成的环将其固定、悬挂于支柱上。门上布置了美丽的棕叶饰，饰件经过精细雕琢，以最非凡的方式描绘出树叶的形状。”
1999年至2001年，英格兰遗产委员会对威灵顿拱门进行大幅修复。现已对公众开放，游客可以在柱廊上的平台看到公园的景致。

## 景观

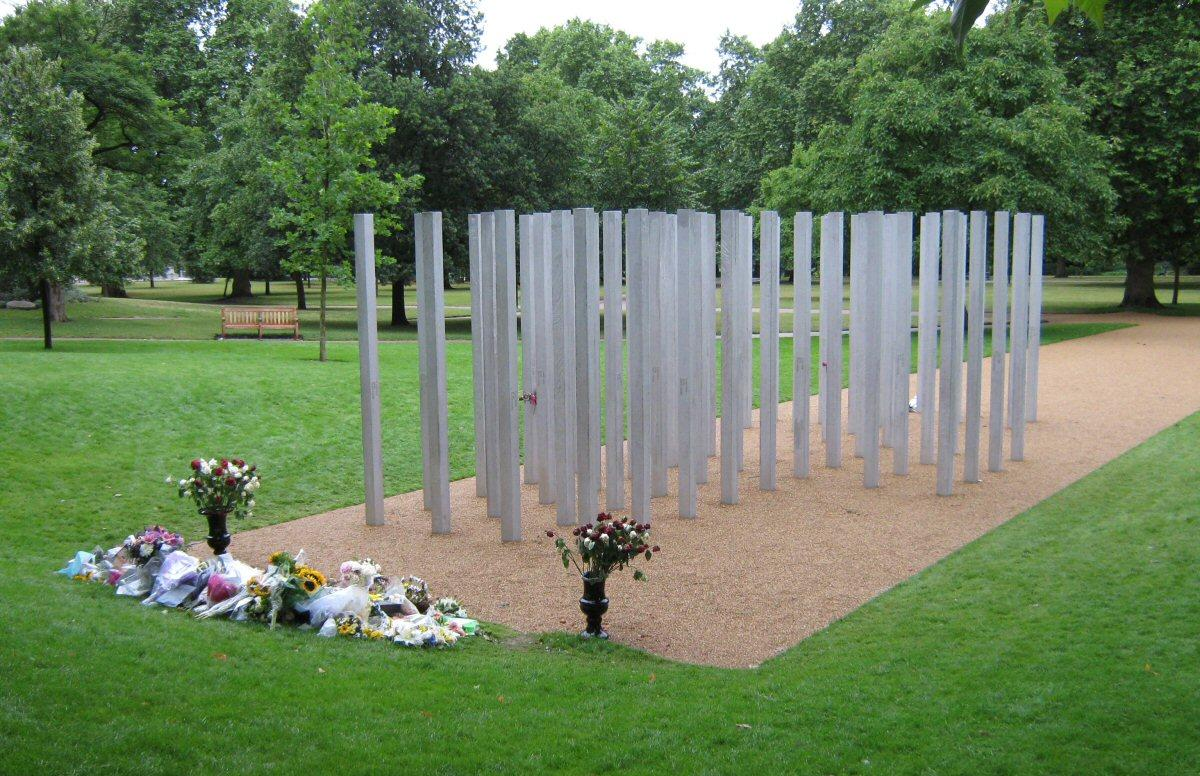
七七纪念碑，纪念伦敦七七爆炸案中的遇难者。

海德公园内的景观包括东北角大理石拱门附近的演说者之角以及北部边界水晶宫遗址处的骑马道。

### 植物
1860年，景观建筑师威廉·安德鲁斯·纳斯菲尔德最早在海德公园种下花卉。次年，维多利亚门附近建造了意大利水园，内有喷泉和安妮女王式凉亭。凉亭由克里斯多佛·雷恩爵士设计，原本位于肯辛顿花园，后移至海德公园。
20世纪末，海德公园爆发荷兰榆树病，超过9000棵榆树死亡，包括卡罗琳王后沿主干道种下的许多树木，最终公园重新种植了青柠树及枫树。如今，公园拥有4英畝（1.6公頃）的温室，用于培育御苑的花坛植物。在公园种植树木需经过一系列流程，以帮助管理、养护树木。公园内还有一种奇特的植物，名为垂枝山毛榉，也被称为“上下颠倒树”。1994年，公园建造了一座玫瑰园，由科尔文和莫格里奇景观建筑公司（Colvin & Moggridge Landscape Architects）设计。

### 雕塑

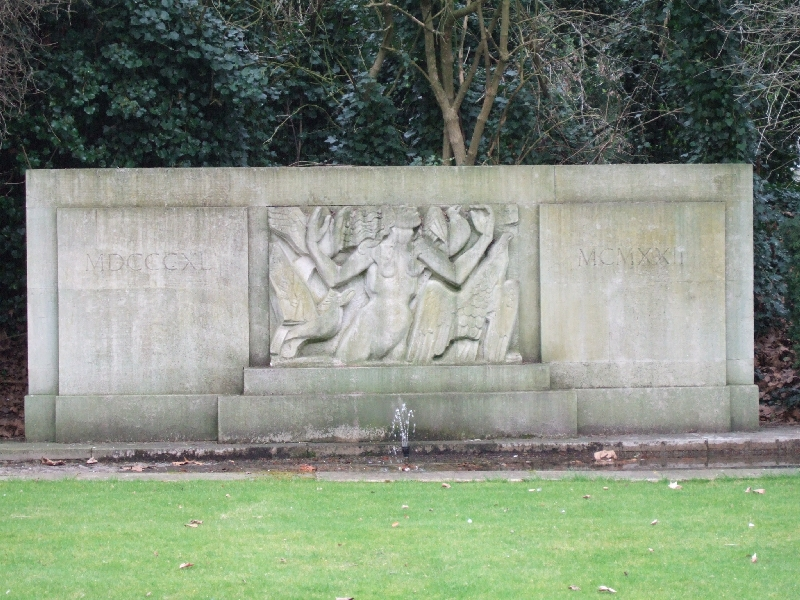
海德公园内，雅各布·埃伯斯坦的雕塑作品《瑞玛》（Rima）。

海德公园有各种各样的雕像和纪念碑。斯坦霍普门（Stanhope Gate）的骑兵纪念碑建于1924年，后于1961年公园径扩建时移动至九曲湖路。九曲湖的南边是威尔士王妃戴安娜纪念喷泉，它是一座椭圆环形的石制喷泉，于2004年7月6日开放。九曲湖的东边、水坝之外是伦敦的犹太人大屠杀纪念碑。公园内的七七纪念碑则是为了纪念2015年伦敦七七爆炸案中的遇难者。
海德公园东部小山谷中央有一块重达7公噸（7.7英噸）的磐石，名为立岩（The Standing Stone），主要成分是瓷石。其源于一口饮用泉，也有都市传说认为它是被查尔斯一世从巨石阵移动到此处的。
各式特异的雕塑散落在公园各处，《静止的水》是一个巨大的马头正在低头舔舐清水；《软糖宝宝一家》（Jelly Baby Family）是巨大的软糖宝宝家庭站在黑色立方体之上；《嗡嗡》（Vroom Vroom）描绘了一个巨大的人手在地上推玩具车的画面。雕塑家雅各布·埃伯斯坦也在海德公园内创作了一些作品。为了纪念作家威廉·亨利·哈德森，埃伯斯坦雕刻了他笔下的人物瑞玛，1925年雕塑揭幕时引起了公愤。
1863年，格罗夫纳门（Grosvenor Gate）处建造了一座喷泉，由雕塑家亚历山大·蒙罗设计。公园的东侧则有另一座喷泉。

## 争议

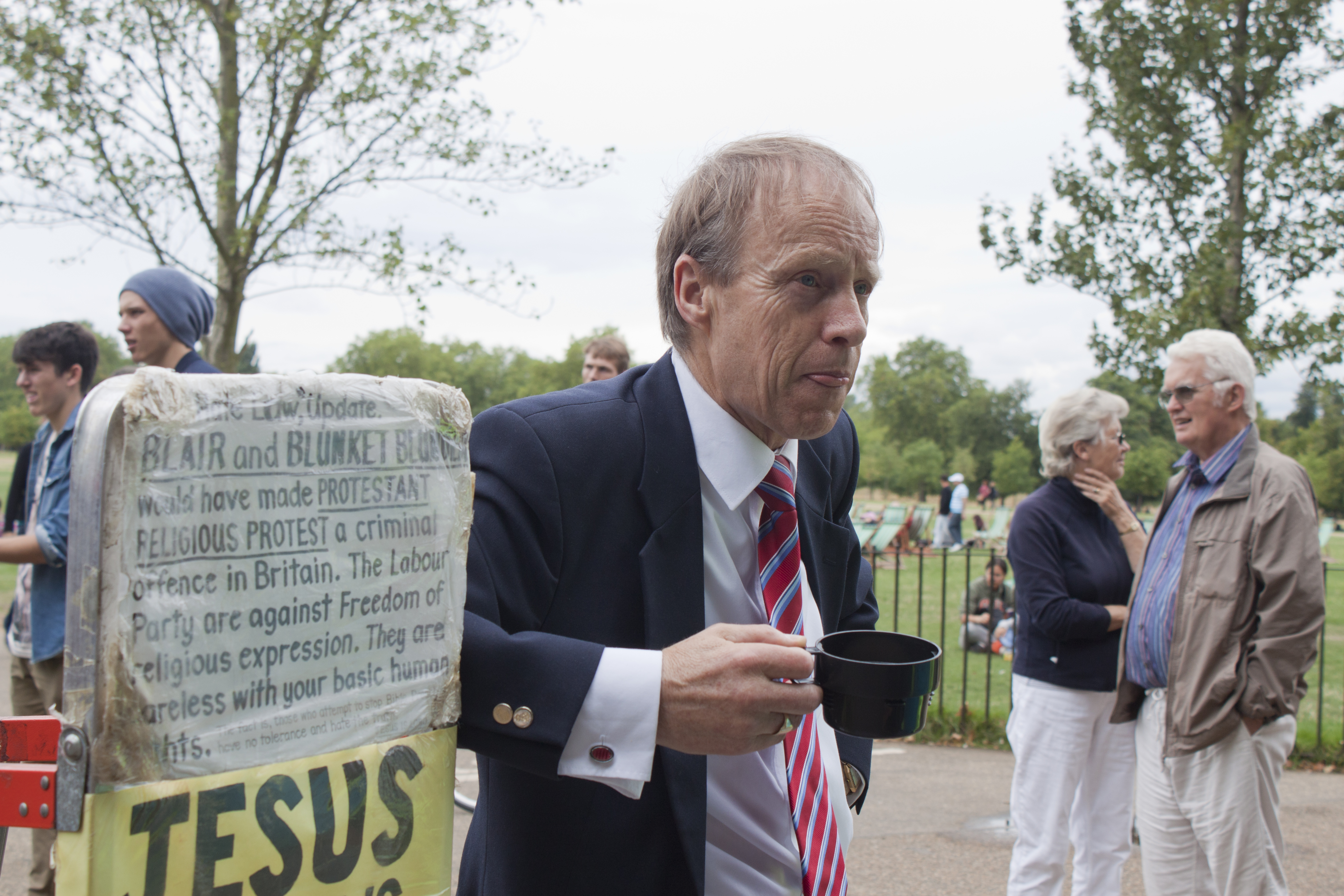
2010年，演说者之角，一名新教教徒正在抗议。

海德公园的演说者之角因其容许言论自由、示威、抗议而享誉国际。1855年，英国侍臣罗伯特·格罗夫纳意图禁止星期日购物、限制酒吧营业时间。为了表达反对意见，抗议者在公园内组织了一场抗议，卡尔·马克思估计约20万人参与了这场抗议，人群对着上层阶级的马车车厢嘲讽、奚落。一星期后发生了第二起抗议，但这次警察开始攻击人群。
1867年，由于演说者之角可能发生混乱，公园的警卫工作交由伦敦警察厅负责，是唯一一个这样安排的御苑。警察厅在公园中央设立了一个警察局。1872年，公园管理法案新增“公园管理员”这一职位，并且规定“每一位警察都拥有辖区内公园、花园或该法案适用之土地的公园管理员控制权、优先权及豁免权。”

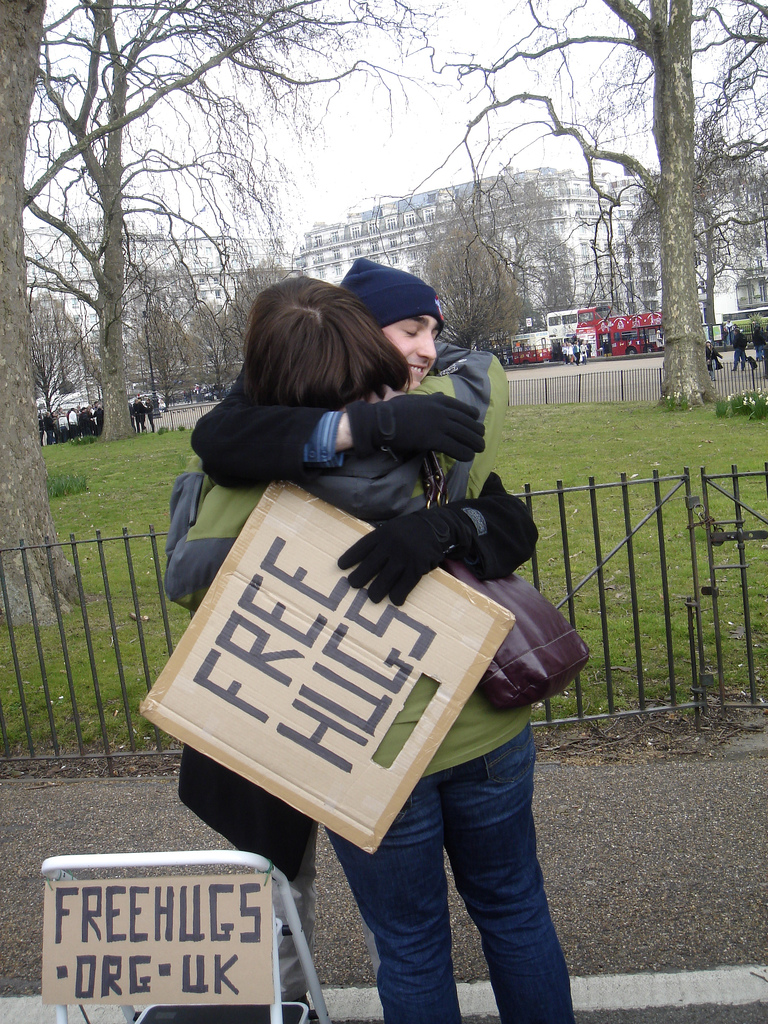
演说者之角曾多次举办自由拥抱运动。

19世纪末，演说者之角逐渐受到欢迎。人们带来标语、梯子及讲台，以彰显自己和他人的不同，演说者之间也常常互相质问。20世纪期间，唐纳德·索珀男爵常常出现在演说者之角，直至1998年去世。互联网的兴起、博客的流行削弱了演说者之角的政治平台作用，使其渐渐成为了一个普通的游览景点。
除了演说者之角外，海德公园内还发生了许多重要的大型示威活动。1886年7月26日，改革联盟为了争取提升公民选举权而组织了一场示威活动，由他们的总部游行至海德公园。虽然警察关闭了公园，但人群仍然破坏了公园的围栏进入园内，导致了“海德公园围栏事件”（The Hyde Park Railings Affair）。抗议活动逐渐出现暴力行为，三个中队的皇家骑兵卫队及大量步兵卫队由大理石拱门前往现场控制事态。1908年6月21日，为了争取妇女参政权，伦敦举行了“女性星期日”示威活动，据报道，75万人由泰晤士河堤岸游行至海德公园。2002年9月28日，第一轮反对2003年侵略伊拉克的抗议在海德公园举行，约15万至35万人参加。随后，全球爆发了反对伊拉克战争的示威活动，2003年2月15日全球反战行动到达顶峰。报道称，仅在海德公园就有超过100万示威者参加。

## 音乐会
海德公园的室外音乐演奏台原本于1869年建于肯辛顿花园，但于1886年移至现在的位置。19世纪90年代，它逐渐成为热门的音乐会地点，每周举行三场演唱会。进入20世纪，军乐团和铜管乐团仍有演出。

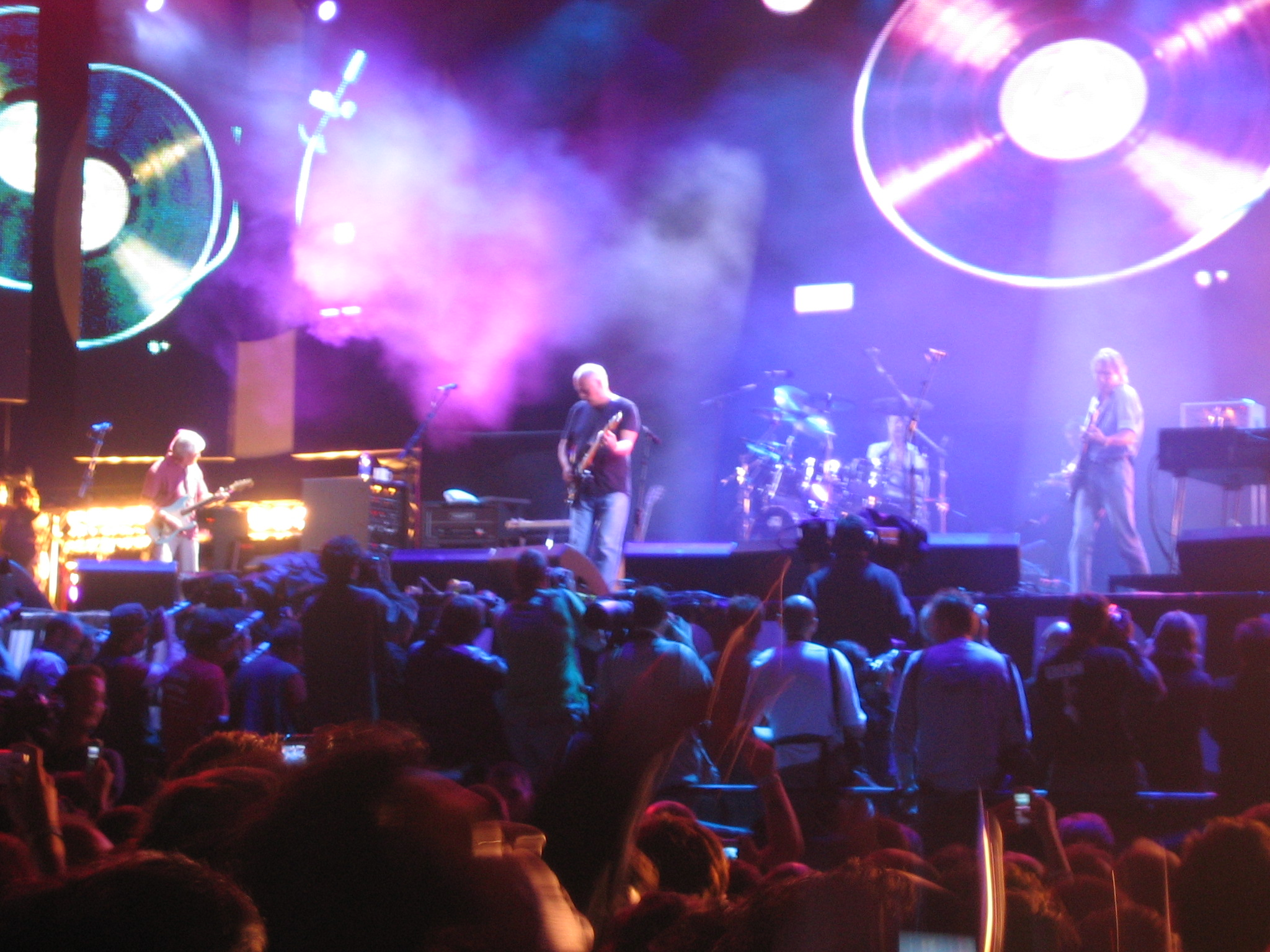
2005年7月2日，平克·弗洛伊德在海德公园举办的现场八方音乐会中演出，是他们生涯最后一次在海德公园现场表演。

1968年6月29日，音乐经纪公司黑山企业在海德公园举行了第一场摇滚音乐会。平克·弗洛伊德、罗伊·哈珀、杰思罗·塔尔乐队都有出演，约翰·皮尔表示那是“我去过最好的音乐会”。随后，海德公园举办了许多具有重要意义的摇滚音乐会。1969年6月7日，盲目信仰乐團在海德公园举行了他们的处女秀（由埃里克·克莱普顿和史蒂夫·温伍德担任嘉宾）。同年7月5日，在创始成员布莱恩·琼斯去世两天后，滚石乐队也举行了音乐会（后称公园里的石头），被追忆为20世纪60年代最著名的现场演唱会之一。1970年7月18日，平克·弗洛伊德回到了海德公园表演新专辑《原子心之母》中的曲目。1968年至1971年间所有的现场演唱会都是免费活动，与后来的商业尝试形成鲜明对比。
1976年9月18日，皇后乐队在录制专辑《A Day at the Races》过程中，理查德·布兰森为他们安排了一场免费音乐会。乐队吸引了20万至50万观众，至今仍是海德公园观众人数最多的音乐会。警察不允许乐队表演加演节目，并威胁主唱弗雷迪·莫库里如果他敢这么做就逮捕他。
2005年7月2日，英国现场八方音乐会在海德公园举行，由鲍勃·格尔多夫及米茲·尤瑞组织，目的在于提高人们对第三世界债务和贫穷问题的认识。演出者包括U2乐团、酷玩乐队、艾尔顿·约翰、R.E.M.、麦当娜、谁人乐队以及保罗·麦卡特尼，而最受期待的则是1981年后平克·弗洛伊德70年代成员（包括大卫·吉尔摩和罗杰·沃特斯）首次重组。这场演出是平克·弗洛伊德最后一场现场演出。
2012年夏季奥林匹克运动会开幕式中，来自英国四个国家的表演者在公园中共同演出，杜兰杜兰代表英格兰，立体音响乐队代表威尔士，保罗·努提尼代表苏格兰，雪巡警代表北爱尔兰。自2011年起，每年9月都会举行海德公园广播二台音乐会。
由于噪音问题，附近居民反对在海德公园举办音乐会，要求将最大音量控制在73分贝以内。2012年7月、海德公园硬式摇滚呼叫音乐节期间，布鲁斯·斯普林斯汀进行了超过三个小时的表演，超过了10点30分的宵禁时间，他和保罗·麦卡特尼发现麦克风遭人关闭。

## 体育
海德公园拥有许多体育设施，包括足球场和网球中心，此外还有一些单车径，骑马也十分受欢迎。
1998年，英国艺术家马里恩·库茨对海德公园、巴特西公园以及摄政公园进行改造，设置了一系列不对称的乒乓球台，名为《洁净空气》（Fresh Air）。
2012年夏季奥林匹克运动会中，海德公园举办了铁人三项比赛以及10公里马拉松游泳比赛。英国代表团的阿利斯泰尔·布朗利和乔纳森·布朗利兄弟分别获得铁人三项的金牌和铜牌。公园还曾举办世界铁人三项系列赛总决赛。

## 交通

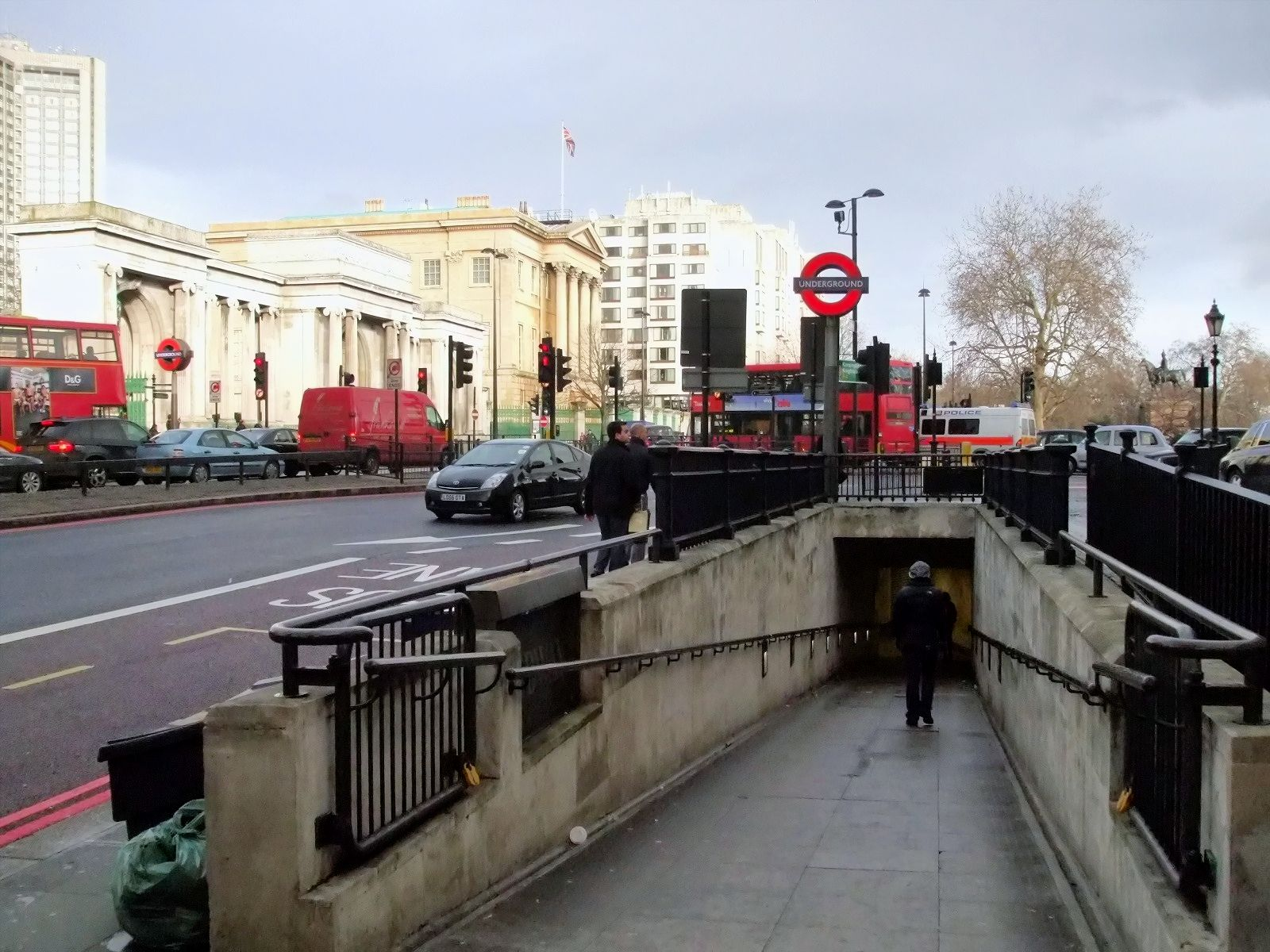
伦敦地铁海德公园角站的入口，左侧为海德公园主入口。

海德公园和毗邻的肯辛顿花园附近共有5个伦敦地铁站。由南至东按顺时针顺序分别为：
- 海德公园角站（皮卡迪利线）
- 骑士桥站（皮卡迪利线）
- 女王道站（中央线）
- 兰开斯特门站（中央线）
- 石拱门站（中央线）

环线和区域线的贝斯沃特站临近公园西北角的女王道站。另一个环线和区域线的地铁站高街肯辛顿站也临近肯辛顿花园西南角的肯辛顿宫。贝克卢线、环线、区域线、汉默史密斯及城市线的帕丁顿站则与兰开斯特门站距离较近，步行一小段距离就能到达海德公园。
海德公园周边环绕着一些主干道。公园径属于伦敦内环公路的一部分，位于伦敦交通拥挤税区域边缘。穿越伦敦西部的A4公路经过公园的东南角，前往米尔顿凯恩斯和英格兰中部地区的A5公路则经过大理石拱门西北方。
行动不便的游客可以在三角形停车场免费搭乘观光车游览公园，服务由自由驾驶（Liberty Drives）提供。
3号自行车超级高速公路由兰开斯特门出发，沿海德公园北部边缘延伸，是一条由伦敦交通局负责管理的自行车径。3号自行车超级高速公路往伦敦城及西敏方向途经海德公园角。这条自行车径于2018年9月开放，独立设置了路牌，并与其他道路交通隔离开来。